# Triphora gentianoides
Triphora gentianoides är en orkidéart som först beskrevs av Olof Swartz, och fick sitt nu gällande namn av Thomas Nuttall, Oakes Ames och Schltr.. Triphora gentianoides ingår i släktet Triphora och familjen orkidéer. Inga underarter finns listade i Catalogue of Life.